# ابن عظوم القيرواني
أبو عبد الله محمد بن أحمد بن عيسى بن أحمد بن عبد العظيم المُرادي القيرواني (810 هـ- 889 هـ / 1407م - 1484م)، ابن عظوم: محدث، وفقيه تونسي، من أهل القيروان. وكان ابن عظوم من بيت علم كبير في تونس، واشتهر حتى صار ينعت بالعلامة الفقيه المتقن، وفي ذلك قال صاحب شجرة النور الزكية في طبقات المالكية:«أبو عبد الله محمَّد بن أحمد بن عيسى بن فندار القيرواني: عرف بعظوم من بيت به معروف بالفضل والتحلي بالوقار الإِمام الفقيه العالم المحصل المؤلف المتقين».
من أستاذته: المعمر أبي القاسم بن أحمد بن محمد البلوي البرزلي (738 هـ - 841 هـ)، ويعقوب بن أبي القاسم الزعبي التونسي (المتوفى 832 هـ) وغيرهما. ومن سلالته: بلقاسم بن محمد مرزوق بن عبد الجليل بن محمد بن أحمد بن عيسى المتوفي سنة 1013 هـ.

## مؤلفات
- مرشد الحكام. .
- مواهب العرفان
- المباني اليقينية.
- تنبيه الأنام على علو مقام نبينا محمد عليه السلام - مطبوع .